# Cub Swanson
Kevin Luke Swanson,, född 2 november 1983 i Palm Springs, är en amerikansk MMA-utövare som sedan 2011 tävlar i organisationen Ultimate Fighting Championship.